# Margherita (poltrona)
Margherita è una poltrona progettata dal designer italiano Franco Albini nel 1950.

## Esposizioni permanenti nei musei
- MOMA Museum of Modern Art di New York
- Philadelphia Museum of Art
- Triennale Design Museum Bernocchi
- Museo delle belle arti di Montréal

## Descrizione
Il designer Franco Albini ha creato la sedia Margherita nel 1951, sperimentando l'uso di materiali sottili ed elastici, come il giunco, per modellare le forme delle sue opere.

## Produzione
La sedia Margherita è composta da una struttura composta da 4 balestre in "malacca" e 60 aste di "corsa indiana", con un cuscino in gommapiuma rivestito in tessuto in una gamma di sette colori.
Altre variazioni sul tema sono state fatte con gli stessi materiali, in particolare le poltrone "Gala" (1951), "Radar" e "Primavera" (1967).
Questa sedia è stata prodotta e commercializzata nel 1951 dalla società Vittorio Bonacina, oggi Bonacina 1889.

## Premi
- Medaglia d'oro della IXe Triennale di Milano.